# سیارک ۱۵۸۱۸
سیارک ۱۵۸۱۸ (به انگلیسی: 15818 DeVeny، نامگذاری:1994RO7) پانزده هزار و هشتصد و هجدهمین سیارک کشف شده‌است که در ۱۲ سپتامبر ۱۹۹۴ کشف شد.
قدر مطلق سیارک برابر ۶.۴ است.